# 3. Liga 2016/2017
3. Liga 2016/17 var den nionde säsongen i Tysklands tredje högsta division. Som säsongens slutsegrare stod MSV Duisburg.

## Lag
Totalt 20 lag spelade i 3. Liga säsongen 2016/2017.

### Städer och arenor
| Klubb                   | Ort               | Förbundsland           | Arena                         | Kapacitet |
| ----------------------- | ----------------- | ---------------------- | ----------------------------- | --------- |
| MSV Duisburg            | Duisburg          | Nordrhein-Westfalen    | Schauinsland-Reisen-Arena     | 31.500    |
| Chemnitzer FC           | Chemnitz          | Sachsen                | Stadion an der Gellerstraße   | 15.000    |
| FC Rot-Weiß Erfurt      | Erfurt            | Thüringen              | Steigerwaldstadion            | 18.599    |
| FC Hansa Rostock        | Rostock           | Mecklenburg-Vorpommern | Ostseestadion                 | 29.000    |
| 1. FC Magdeburg         | Magdeburg         | Sachsen-Anhalt         | MDCC-Arena                    | 27.250    |
| VfL Osnabrück           | Osnabrück         | Niedersachsen          | Bremer Brücke                 | 16.100    |
| SSV Jahn Regensburg     | Regensburg        | Bayern                 | Continental Arena             | 15.224    |
| FSV Mainz 05 II         | Mainz             | Rheinland-Pfalz        | Stadion am Bruchweg           | 15.088    |
| Hallescher FC           | Halle             | Sachsen-Anhalt         | Erdgas Sportpark              | 15.057    |
| SpVgg Unterhaching      | Unterhaching      | Bayern                 | Sportpark Unterhaching        | 15.053    |
| Preußen Münster         | Münster           | Nordrhein-Westfalen    | Preußenstadion                | 15.050    |
| SC Padeborn 07          | Paderborn         | Nordrhein-Westfalen    | Benteler-Arena                | 15.000    |
| VfR Aalen               | Aalen             | Badem-Württemberg      | Ostalb-Arena                  | 14.500    |
| SV Wehen Wiesbaden      | Taunusstein       | Hessen                 | Brita-Arena                   | 12.566    |
| FSV Frankfurt           | Frankfurt am Main | Hessen                 | Frankfurter Volksbank Stadion | 12.542    |
| SC Fortuna Köln         | Köln              | Nordrhein-Westfalen    | Südstadion                    | 11.748    |
| Holstein Kiel           | Kiel              | Schleswig-Holstein     | Holstein-Stadion              | 11.386    |
| FSV Zwickau             | Zwickau           | Sachsen                | GGZ-Arena                     | 10.134    |
| Sportfreunde Lotte      | Lotte             | Nordrhein-Westfalen    | Stadion am Lotter Kreuz       | 10.059    |
| SG Sonnenhof Großaspach | Aspach            | Badem-Württemberg      | Mechatronik Arena             | 10.001    |
| Werder Bremen II        | Bremen            | Bremen                 | Weserstadion Platz 11         | 5.500     |

## Tabeller

### Poängtabell
| Nr | Lag                    | S  | V  | O  | F  | GM | IM | MS  | P  |
| -- | ---------------------- | -- | -- | -- | -- | -- | -- | --- | -- |
| 1  | MSV Duisburg (N)       | 38 | 18 | 14 | 6  | 52 | 32 | +20 | 68 |
| 2  | Holstein Kiel          | 38 | 18 | 13 | 7  | 59 | 25 | +34 | 67 |
| 3  | Jahn Regensburg (U)    | 38 | 18 | 9  | 11 | 62 | 50 | +12 | 63 |
| 4  | Magdeburg              | 38 | 16 | 13 | 9  | 53 | 36 | +17 | 61 |
| 5  | Zwickau (U)            | 38 | 16 | 8  | 14 | 47 | 54 | −7  | 56 |
| 6  | Osnabrück              | 38 | 15 | 9  | 14 | 46 | 43 | +3  | 54 |
| 7  | Wehen Wiesbaden        | 38 | 14 | 11 | 13 | 45 | 42 | +3  | 53 |
| 8  | Chemnitzer             | 38 | 14 | 10 | 14 | 54 | 51 | +3  | 52 |
| 9  | Preußen Münster        | 38 | 15 | 6  | 17 | 49 | 43 | +6  | 51 |
| 10 | Sonnenhof Großaspach   | 38 | 14 | 9  | 15 | 48 | 48 | 0   | 51 |
| 11 | Aalen                  | 38 | 14 | 15 | 9  | 52 | 36 | +16 | 48 |
| 12 | Sportfreunde Lotte (U) | 38 | 13 | 9  | 16 | 46 | 47 | −1  | 48 |
| 13 | Hallescher             | 38 | 10 | 18 | 10 | 34 | 39 | −5  | 48 |
| 14 | Rot-Weiß Erfurt        | 38 | 12 | 11 | 15 | 34 | 47 | −13 | 47 |
| 15 | Hansa Rostock          | 38 | 10 | 16 | 12 | 44 | 46 | −2  | 46 |
| 16 | Fortuna Köln           | 38 | 12 | 10 | 16 | 37 | 59 | −22 | 46 |
| 17 | Werder Bremen II       | 38 | 12 | 9  | 17 | 32 | 48 | −16 | 45 |
| 18 | Paderborn 07 (N)       | 38 | 12 | 8  | 18 | 38 | 57 | −19 | 44 |
| 19 | Mainz 05 II            | 38 | 11 | 7  | 20 | 41 | 58 | −17 | 40 |
| 20 | FSV Frankfurt (N)      | 38 | 7  | 13 | 18 | 38 | 50 | −12 | 25 |

## Kval
| Hemmalag            | Resultat  | Bortalag            |
| ------------------- | --------- | ------------------- |
| SSV Jahn Regensburg | 1-1 (1-0) | TSV 1860 München    |
| TSV 1860 München    | 0-2 (0-2) | SSV Jahn Regensburg |

| SSV Jahn Regensburg                                        | 3-1 | TSV 1860 München |
| SSV Jahn Regensburg kvalificerat för 2. Bundesliga 2017/18 |     |                  |

## Skytteliga
| Pl. | Spelare            | Lag                     | Mål |
| --- | ------------------ | ----------------------- | --- |
| 1   | Christian Beck     | 1. FC Magdeburg         | 17  |
| 2   | Ronny König        | FSV Zwickau             | 15  |
| 3   | Lucas Röser        | SG Sonnenhof Großaspach | 14  |
| 4   | Hamdi Dahmani      | SC Fortuna Köln         | 13  |
| 4   | Marco Grüttner     | SSV Jahn Regensburg     | 13  |
| 4   | Matthias Morys     | VfR Aalen               | 13  |
| 4   | Manuel Schäffler   | SV Wehen Wiesbaden      | 13  |
| 8   | Anton Flink        | Chemnitzer FC           | 12  |
| 8   | Adriano Grimaldi   | Preußen Münster         | 12  |
| 8   | Kingsley Schindler | Holstein Kiel           | 12  |
| 8   | Kwai Okyere Wriedt | VfL Osnabrück           | 12  |

## Anmärkningslista
1. ↑  Aalen inledde säsongen 2016/17 med 9 poängs avdrag på grund av insolvens
2. ↑  Paderborn 07 skulle egentligen blivit degraderade men på grund av att 1860 München, som blivit degraderade från 2. Bundesliga 2016/2017, förlorade sin licens, klarade sig Paderborn 07 kvar i 3. Liga för säsongen 2017/2018.
3. ↑  FSV Frankfurt inledde säsongen 2016/2017 med 9 poängs avdrag på grund av insolvens.